# Giula, Cluj

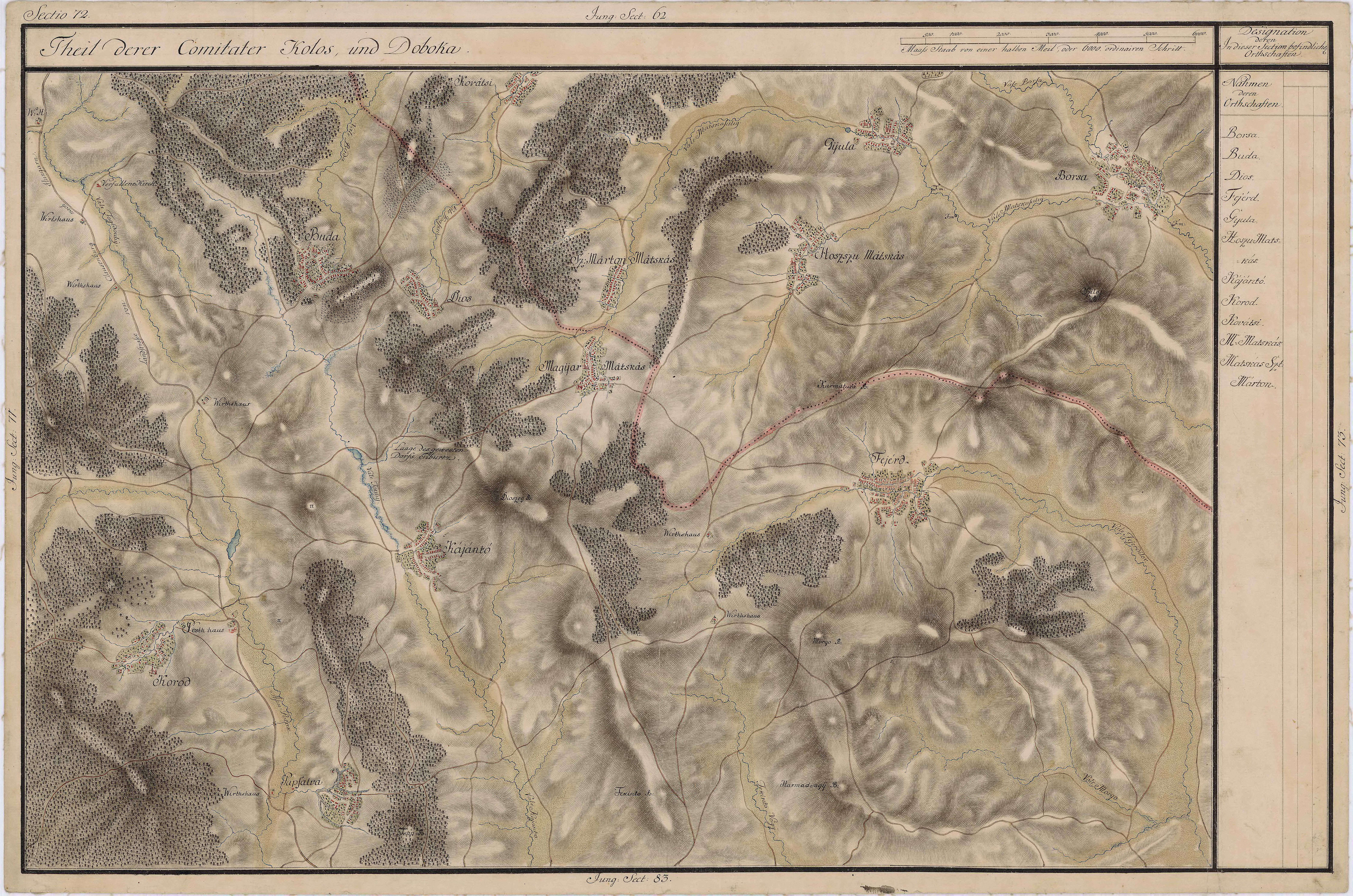
Giula pe Harta Iosefină a Transilvaniei, 1769-1773

Giula (în maghiară Kolozsgyula) este un sat în comuna Borșa din județul Cluj, Transilvania, România.

## Imagini

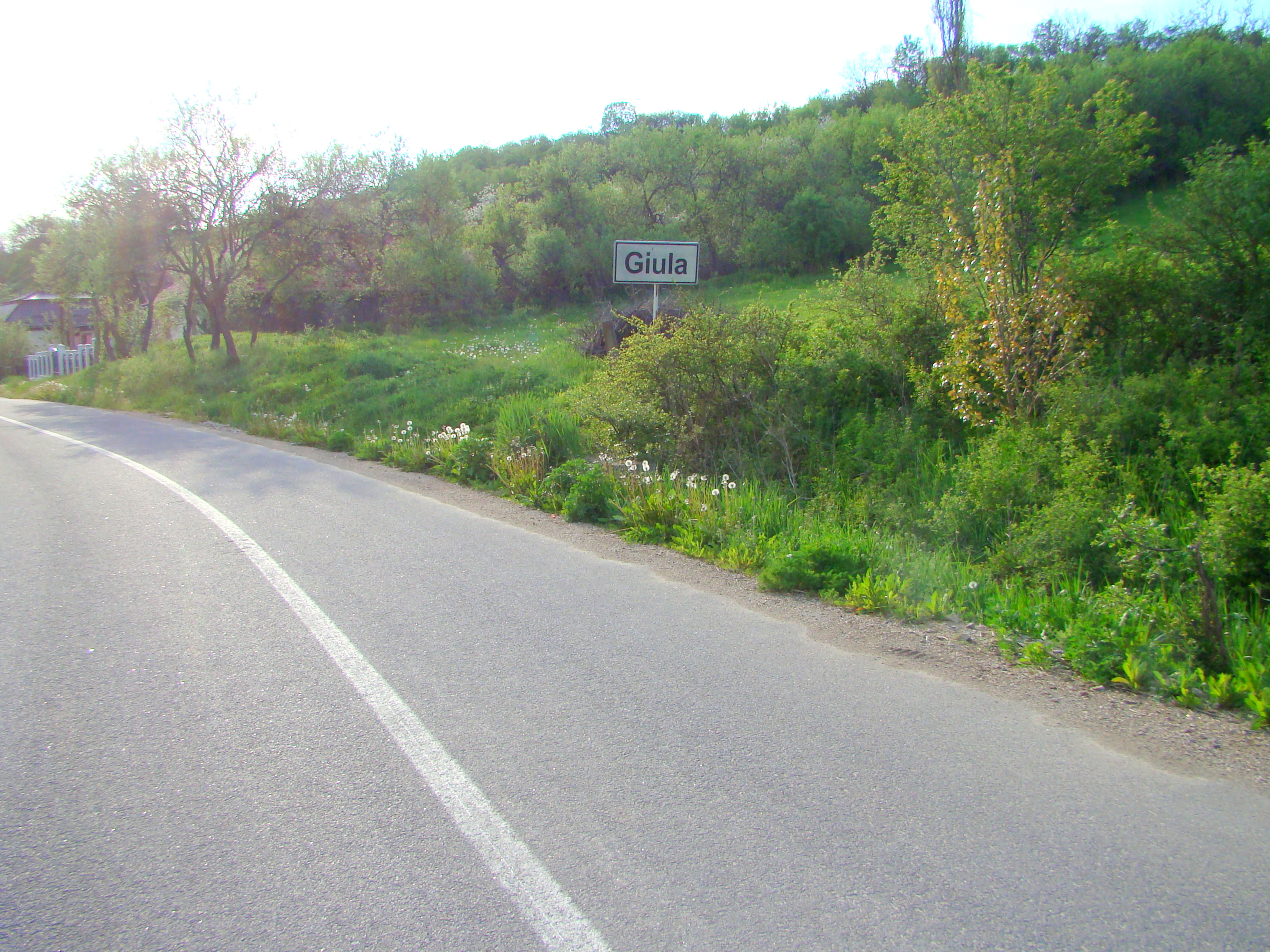
Intrarea în localitate
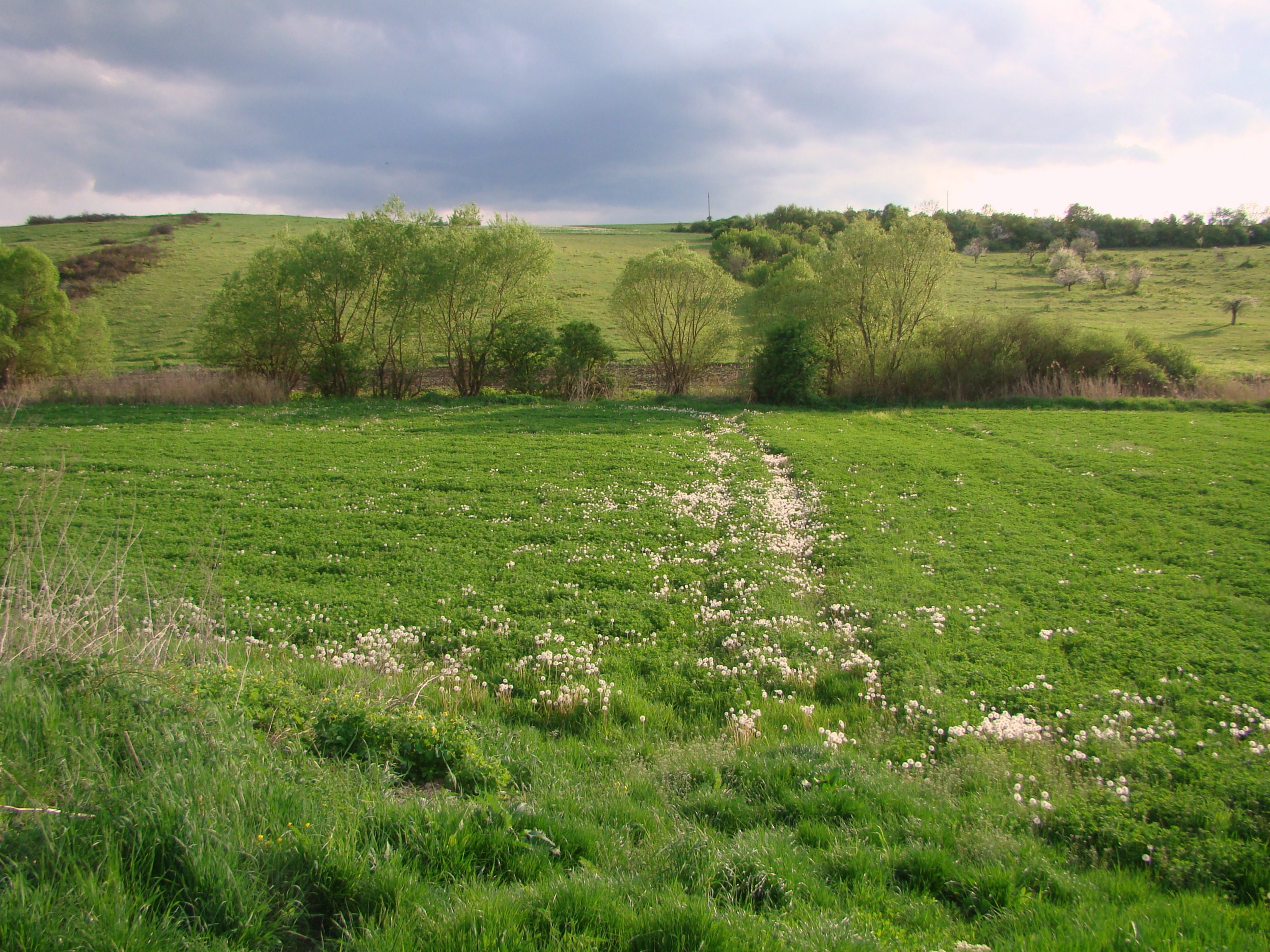
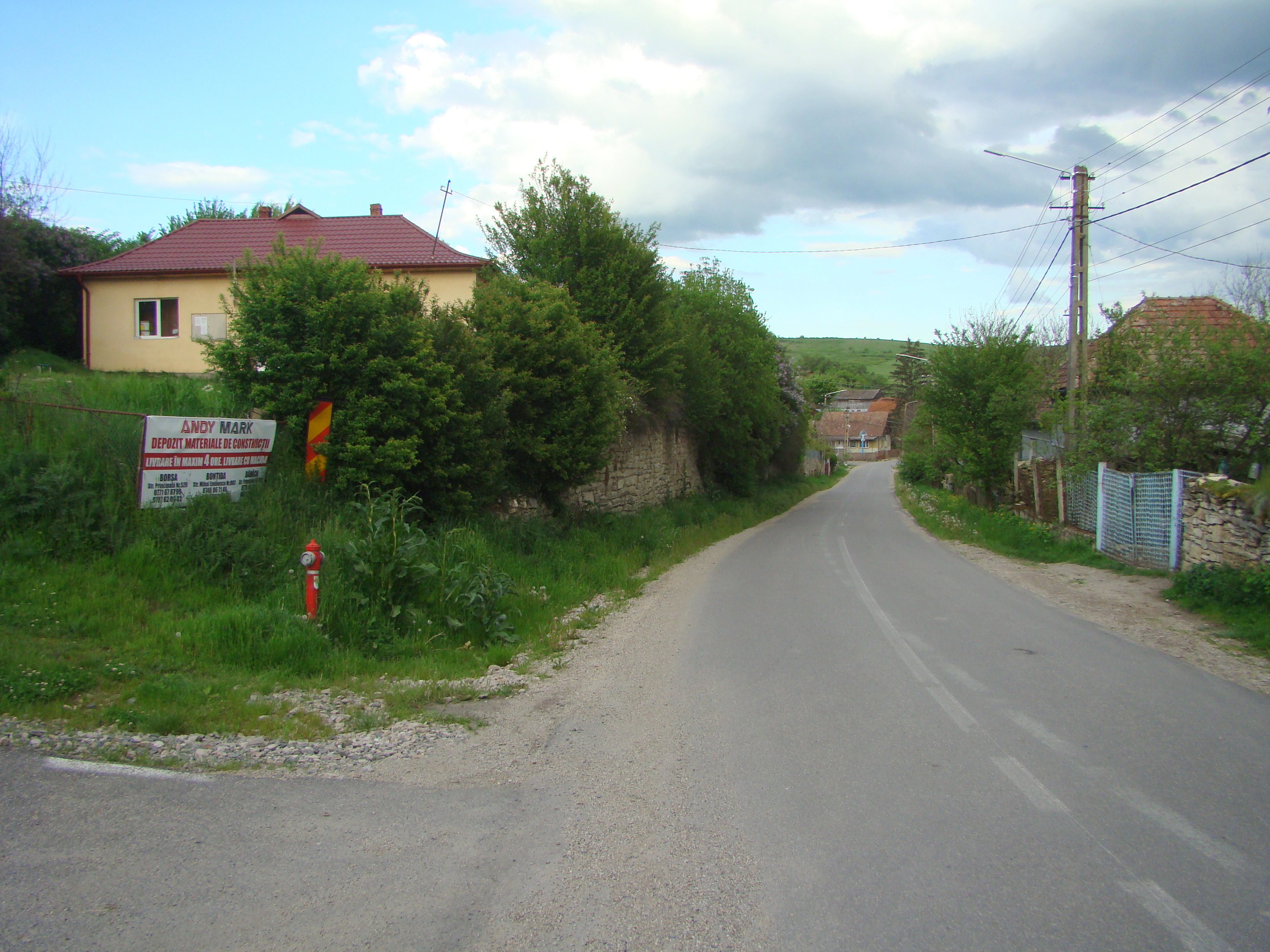
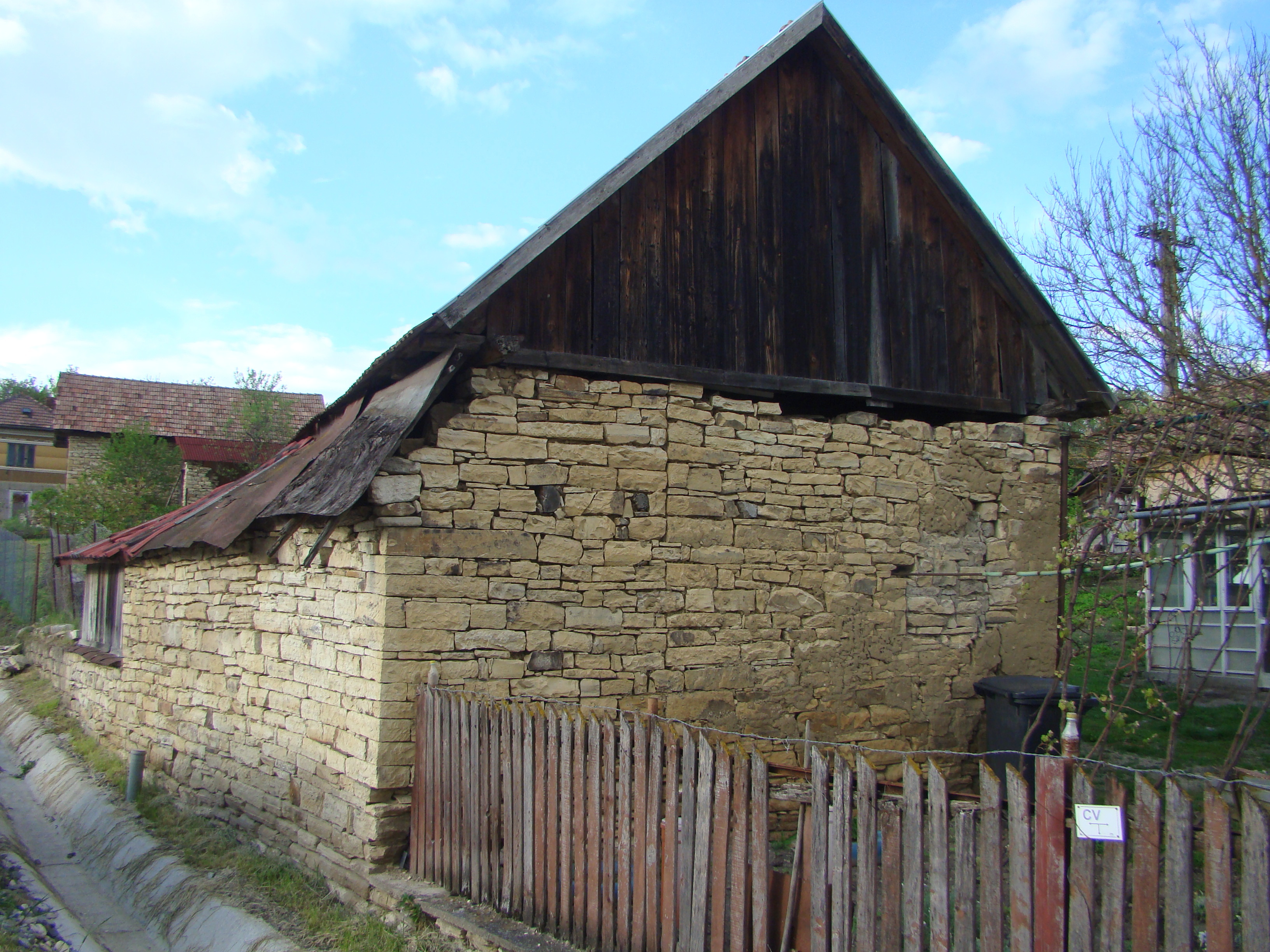
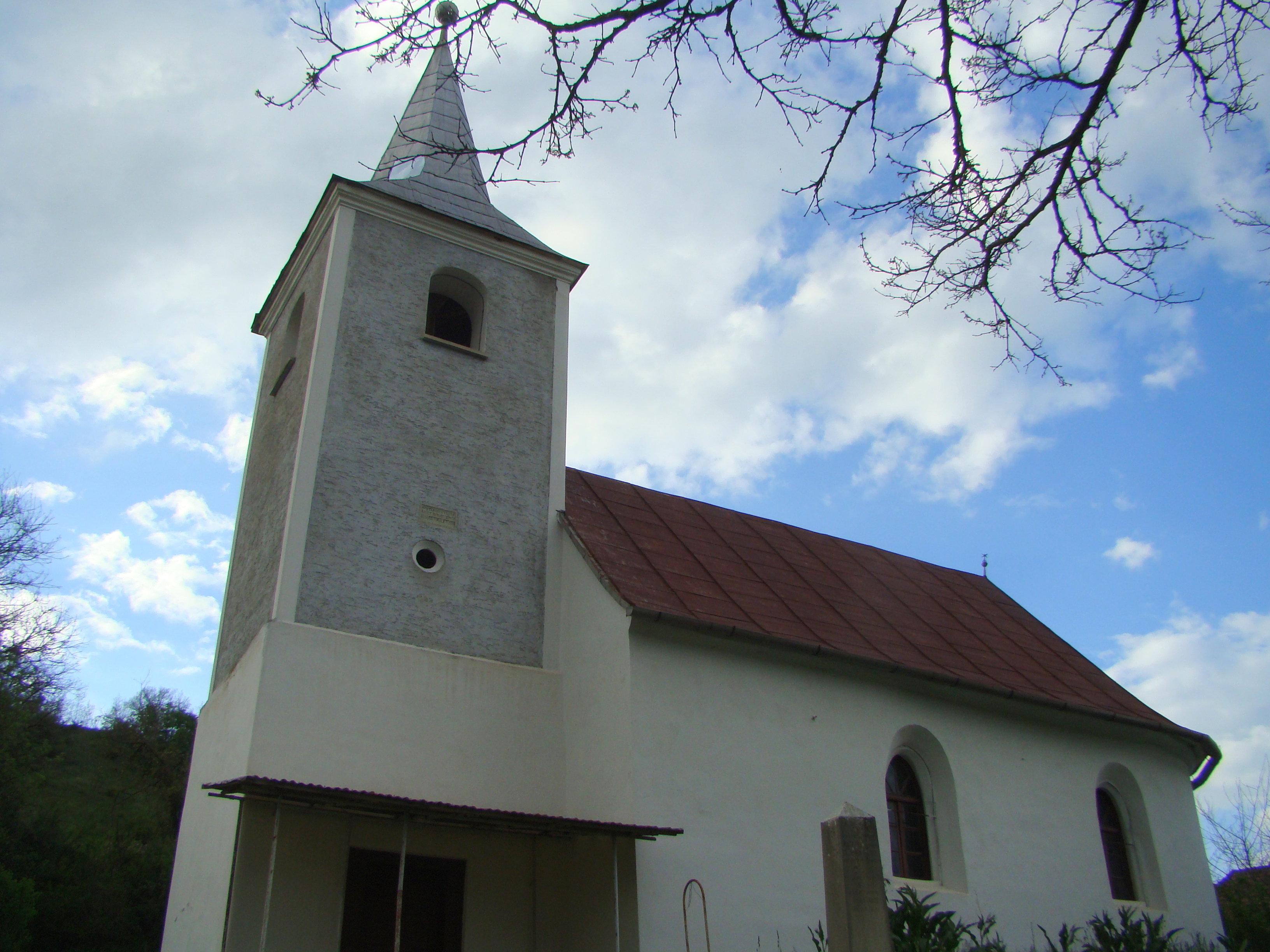
Biserica reformată (secolul XVIII)
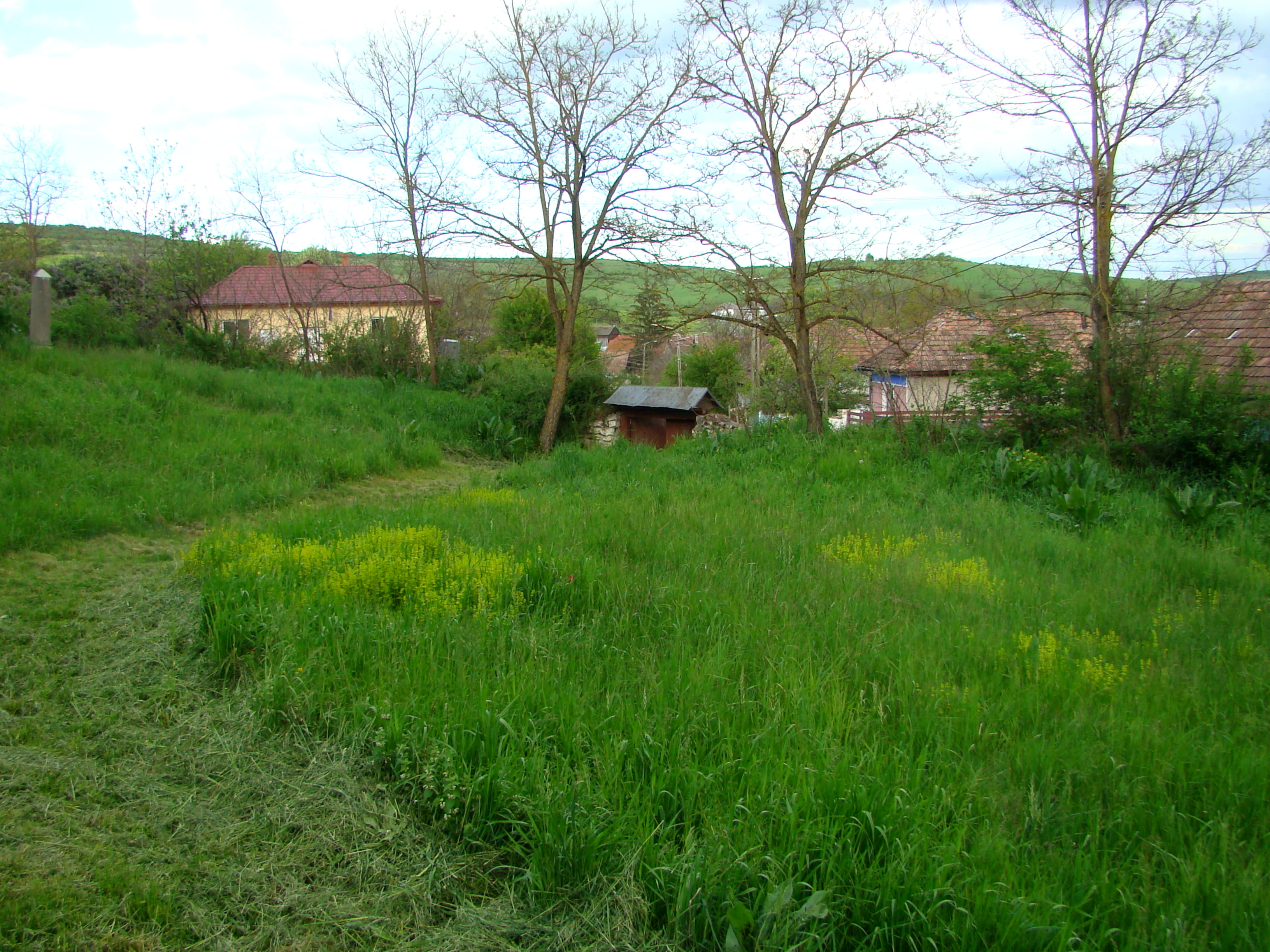
Grădina bisericii reformate
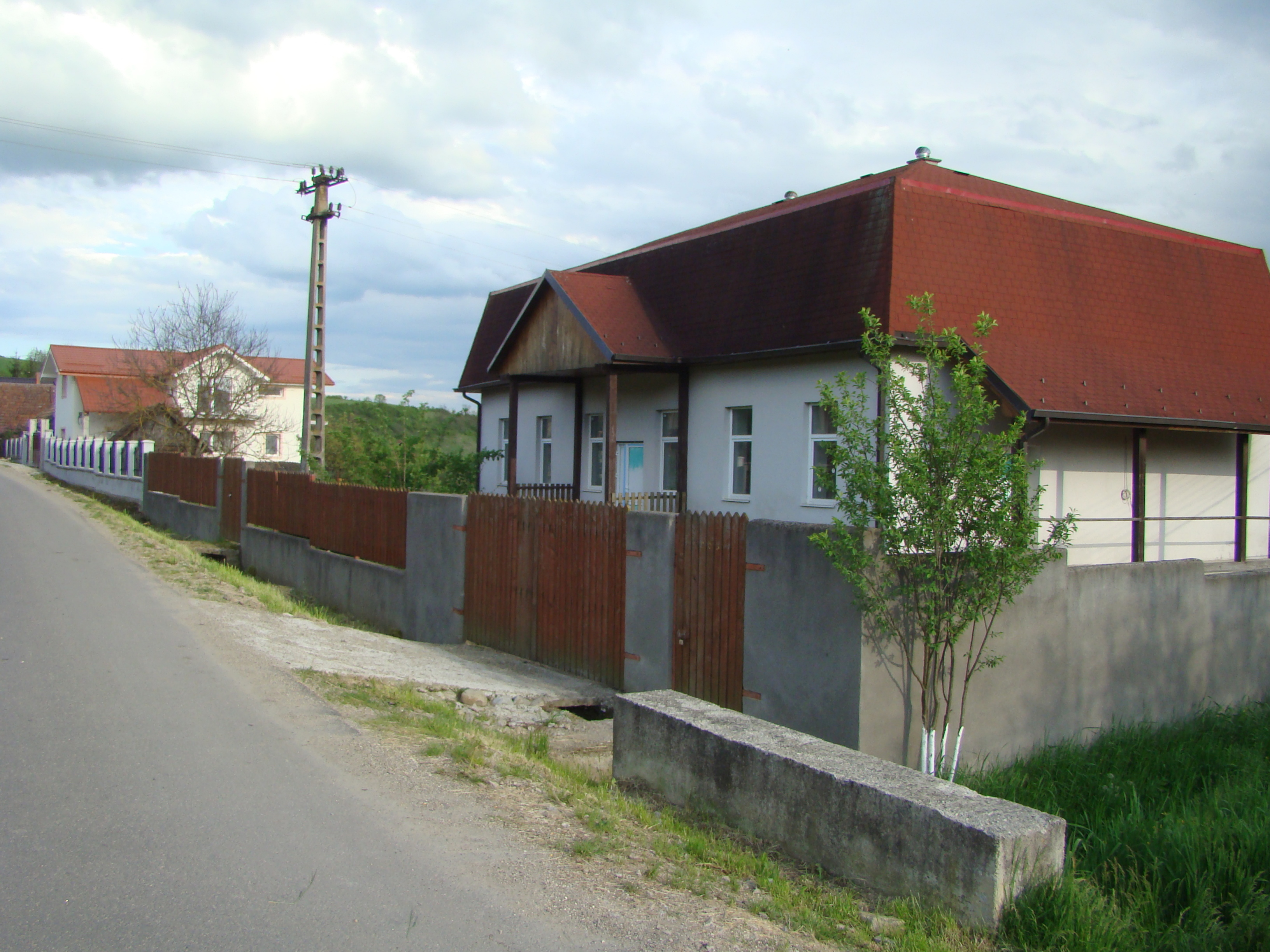
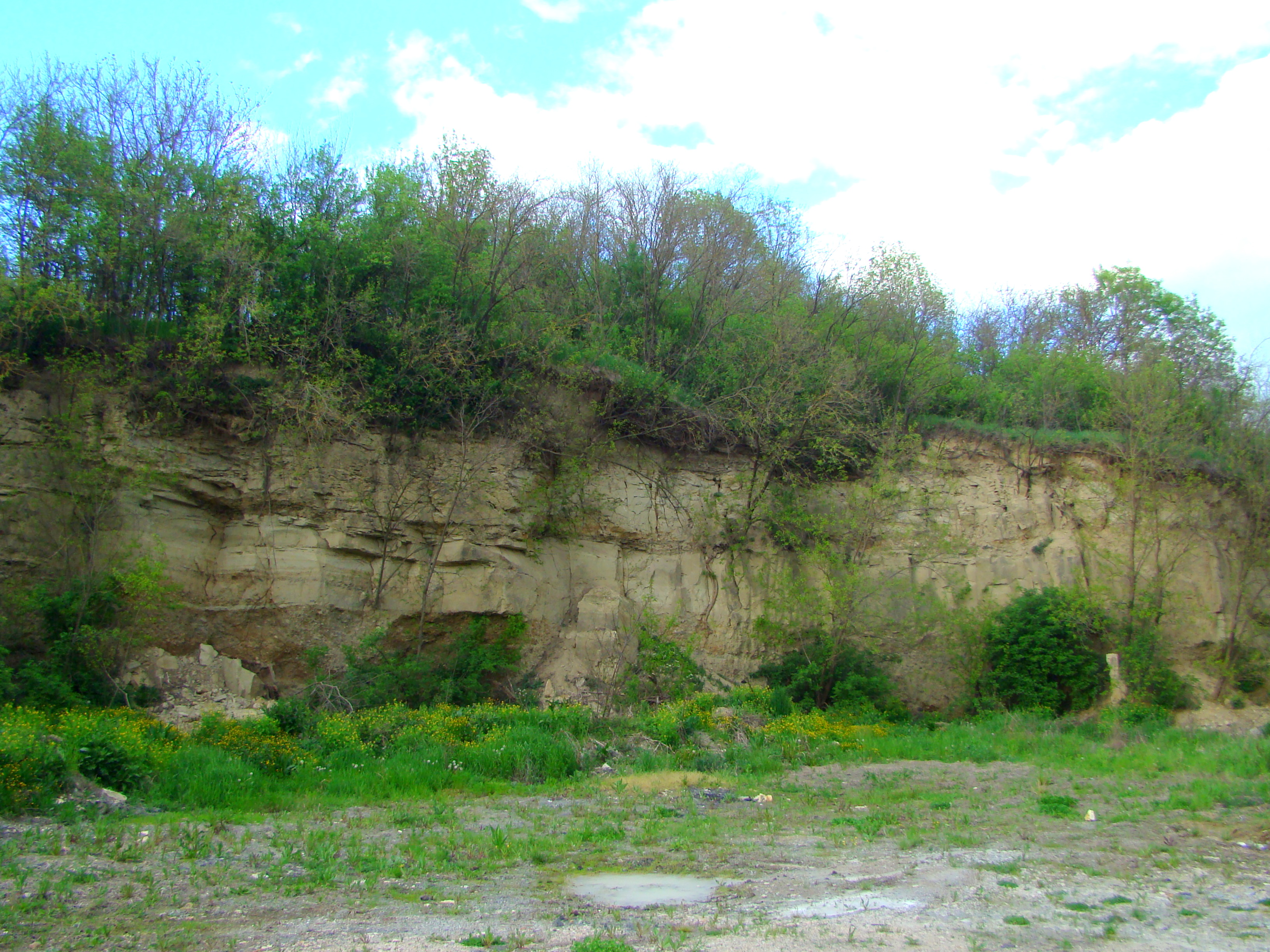
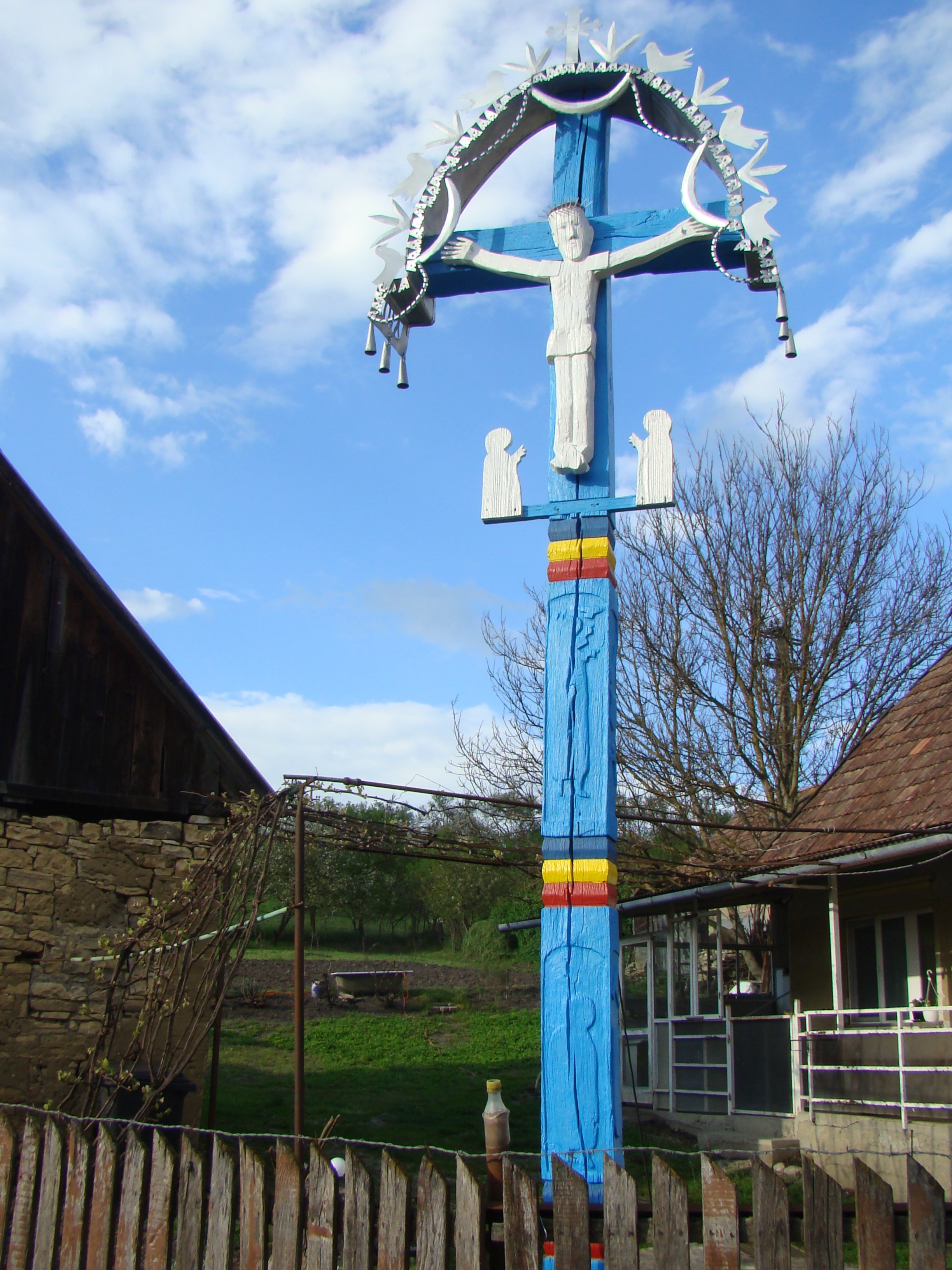
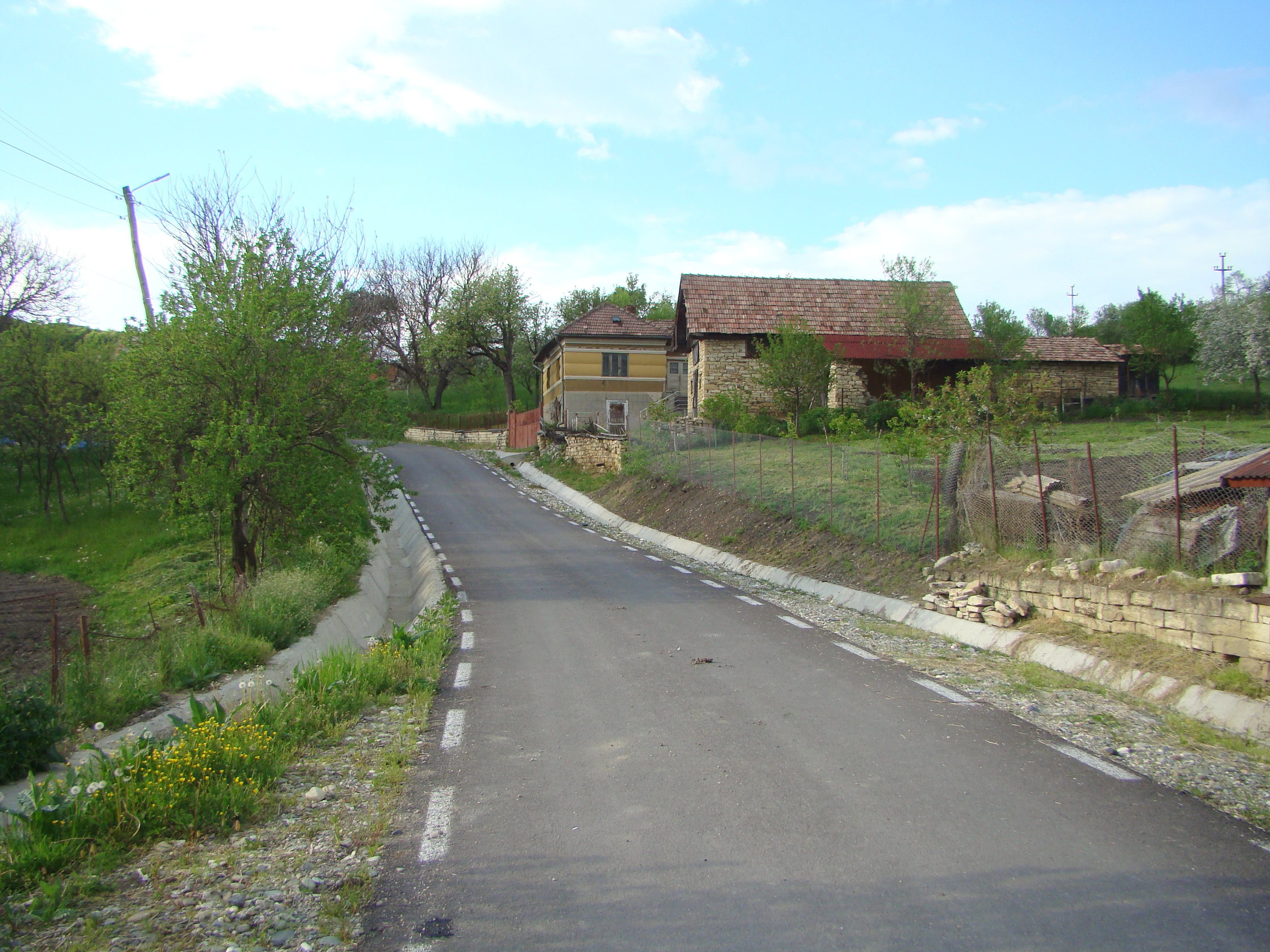
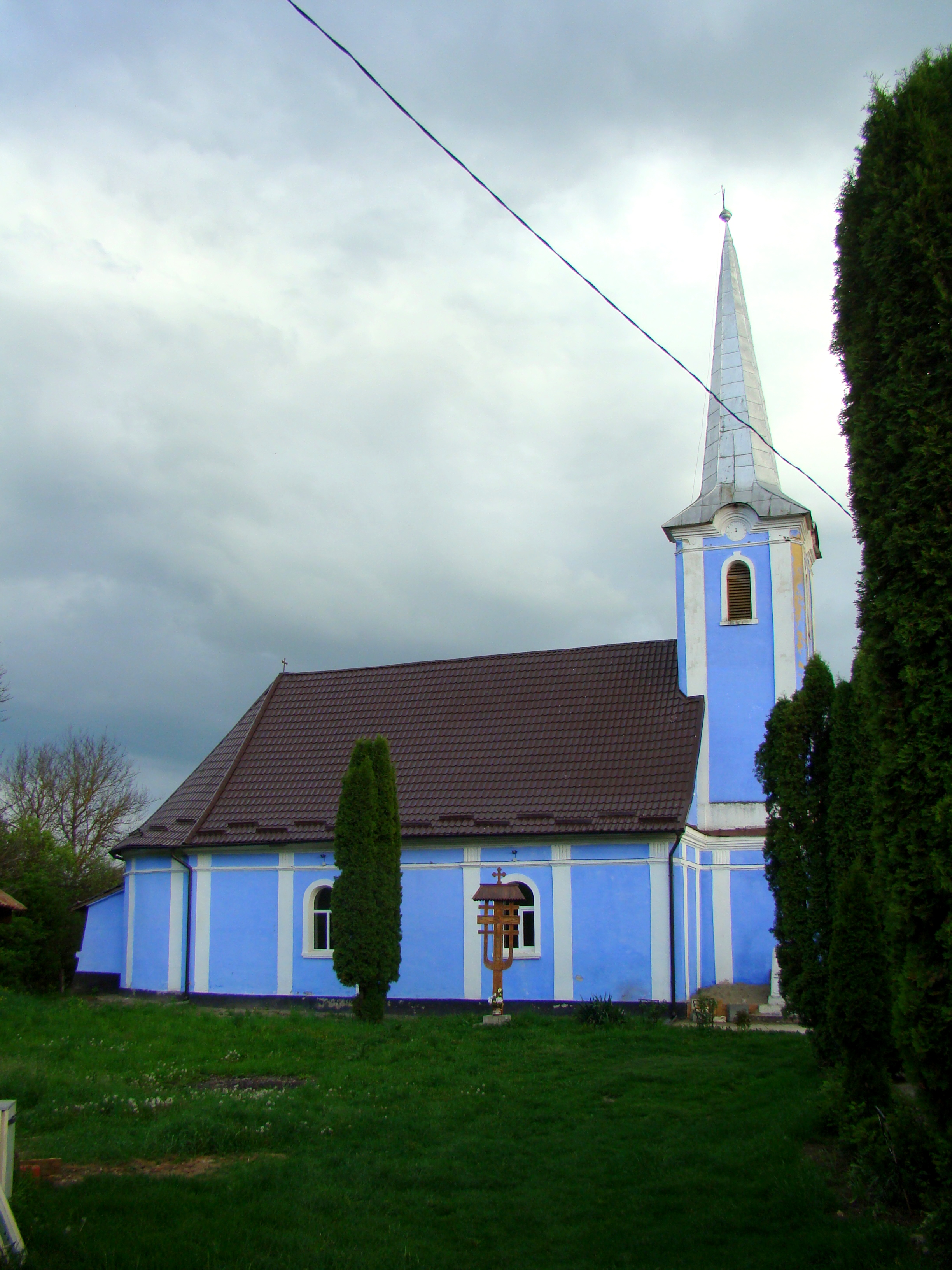
Biserica Sfinții Arhangheli (1854)
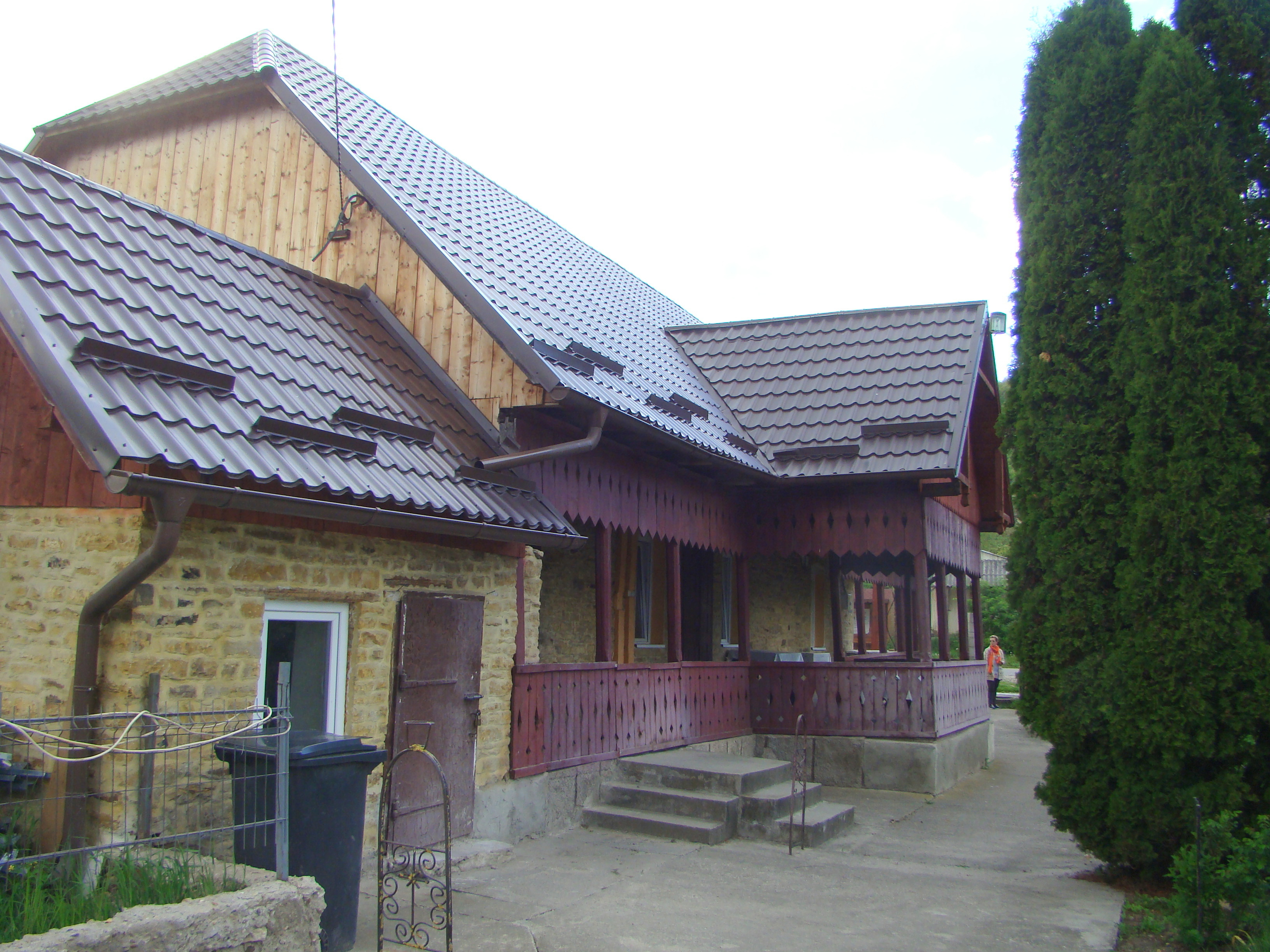
Casa parohială tradițională
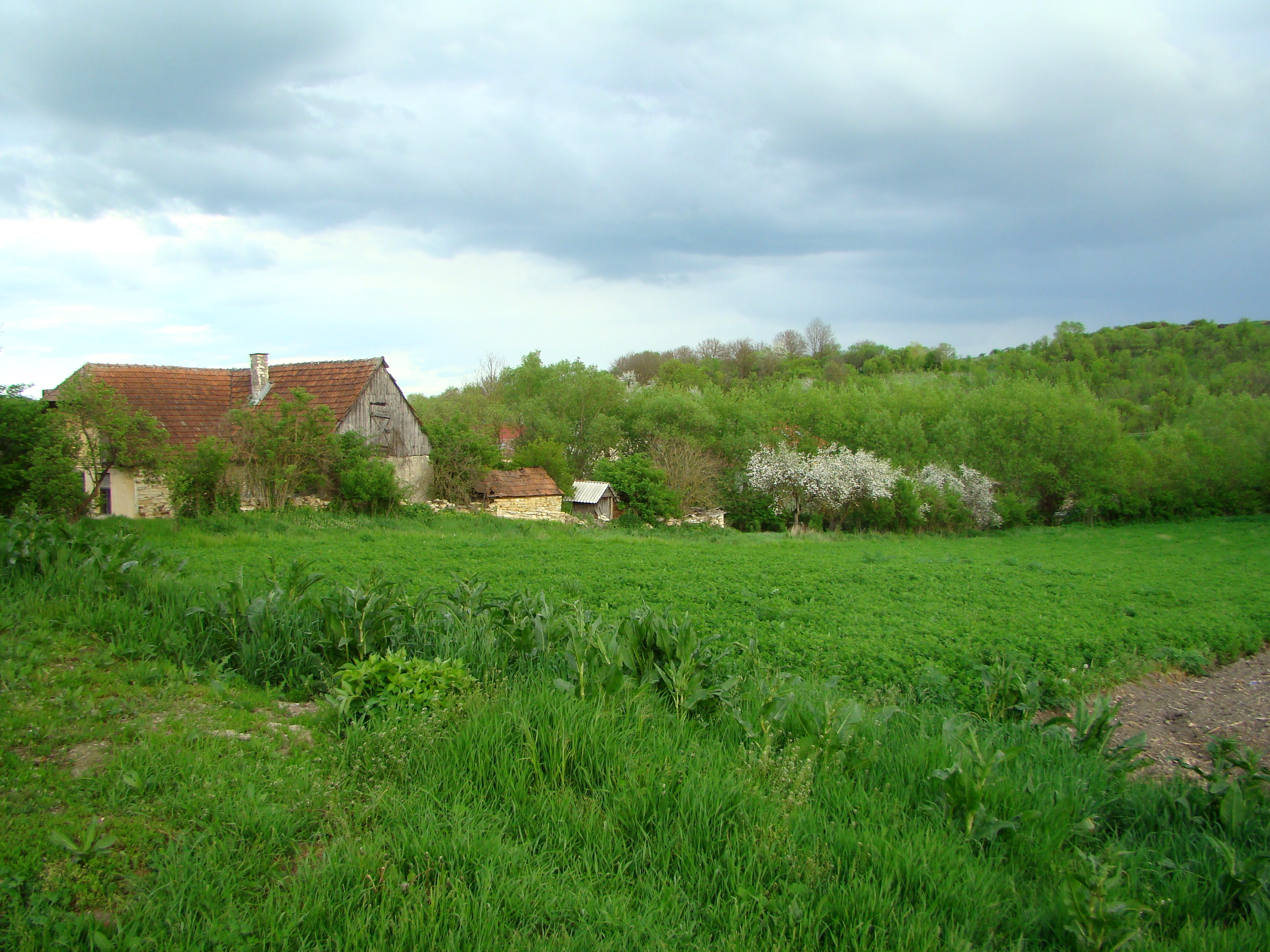
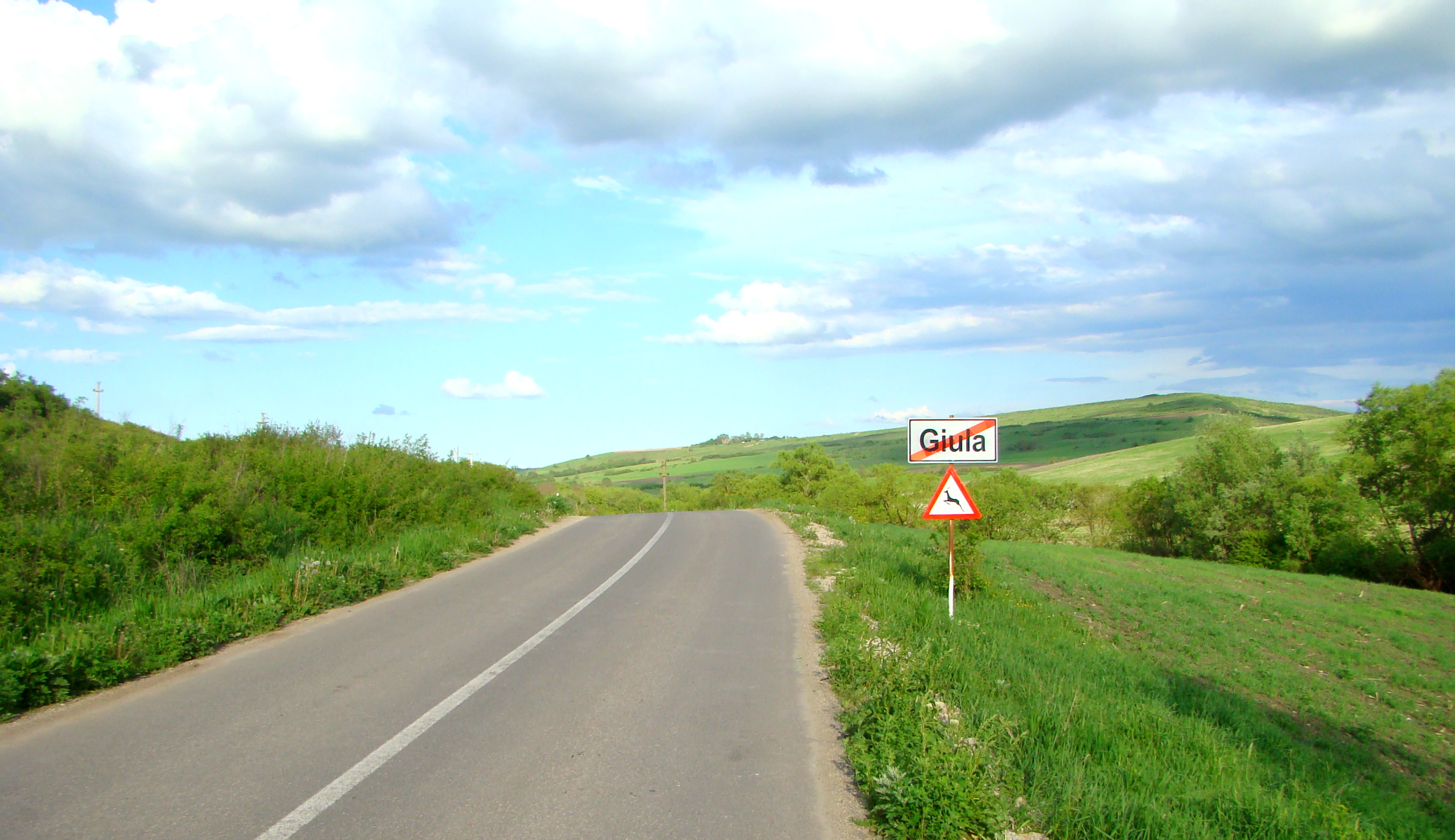
Ieșirea din localitate spre Borșa